# Giftiger Berg
Der Giftige Berg ist ein 317 Meter hoher Berg im Spessart im bayerischen Landkreis Aschaffenburg.

## Beschreibung

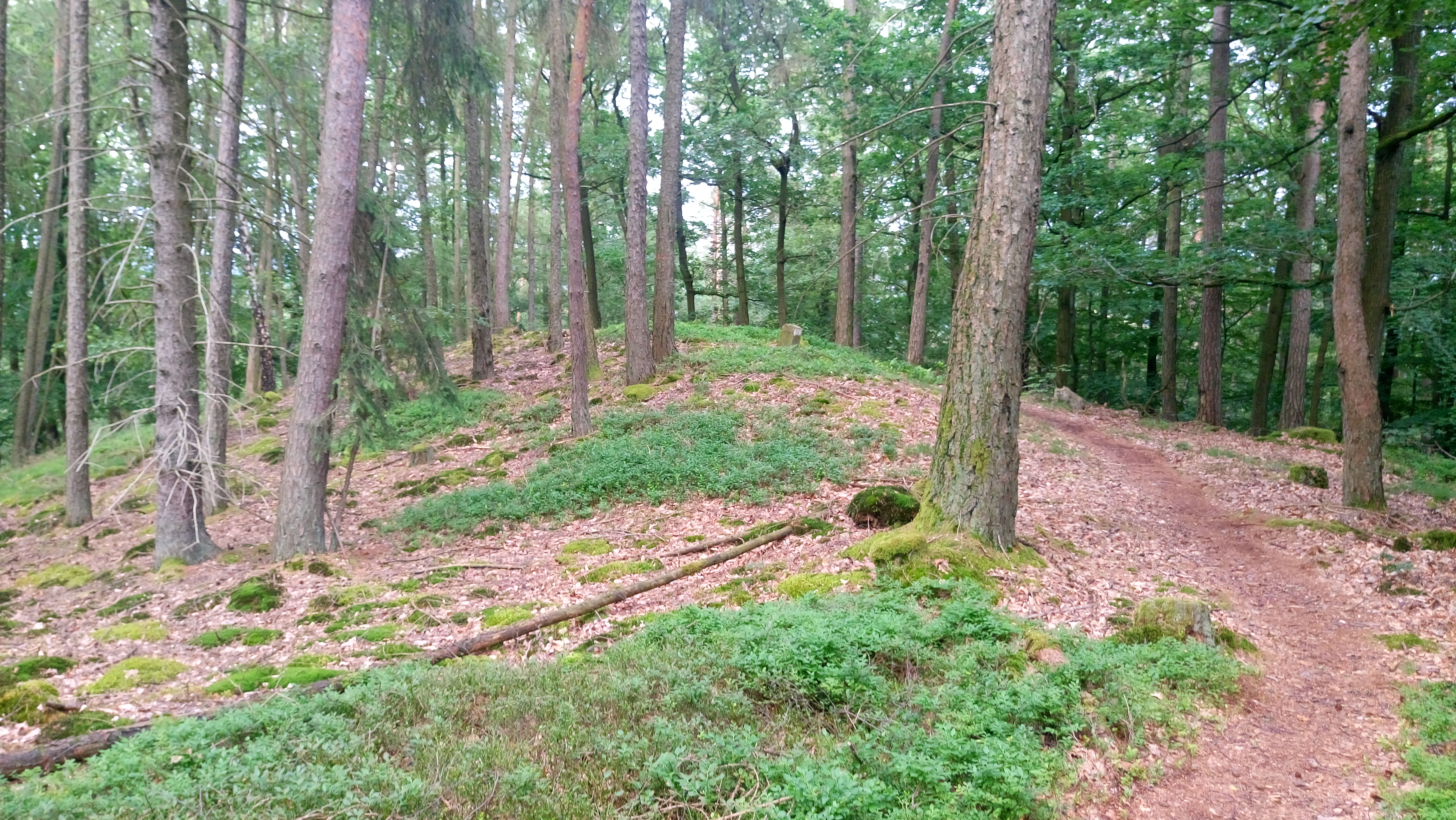
Gipfelbereich des Giftigen Berges

Der Giftige Berg gehört zum Hahnenkammhöhenzug, dessen Hauptgipfel (436 m ü. NN) im Südwesten an die benachbarte Hohe Mark angrenzt. Über den Gipfel des Giftigen Berges verläuft die Gemeindegrenze zwischen Alzenau (Gemarkung Michelbach) und Mömbris. Im Norden verläuft am Fuße des Berges die Kahl, die Bahnstrecke Kahl–Schöllkrippen und dahinter die Staatsstraße 2305. Östlich wird er an der Mömbriser Gemeindekläranlage durch den Wüstenbach begrenzt.